# Arkhimédészi testek
Az arkhimédészi testek (Arkhimédész-féle poliéderek) sokszimmetriájú, félig szabályosnak is nevezett, konvex testek. Két- vagy többféle szabályos sokszög alkotja a lapjaikat, és csúcsalakzataik is egybevágók (de már nem mindig szabályosak, mint az fönnáll a szabályos testekre). Különböznek tehát a platóni vagy szabályos testektől. Nem soroljuk közéjük a prizmákat és az antiprizmákat sem, mert ezeknek kitüntetett forgástengelyük van.

## Nevük eredete
Az arkhimédészi testek a nevüket Arkhimédészről kapták, aki részletesen tárgyalta őket egy elveszett munkájában. A reneszánszban kezdték a művészek ismét nagyra értékelni a tiszta formákat és újra fölfedezték őket. 1620-ban Johannes Kepler tette teljessé az ilyen testek körét, aki együtt tárgyalta őket a prizmákkal és az antiprizmákkal.

## Osztályozásuk
13 arkhimédészi test van. (Illetve 15 akkor, ha a tükörképi változatokat is figyelembe vesszük az enantiomorf pároknál). Legegyszerűbb megadni őket a csúcsalakzataikkal: azokkal a szabályos sokszögekkel, amik találkoznak egy csúcsukban. Például a (4,6,8) csúcsalakzat azt jelenti, hogy egy csúcsban egy négyzet, egy szabályos hatszög és egy szabályos nyolcszög találkozik.
| A test neve (Csúcsalakzat)                                                          | Áttetsző ábrája         | Szilárd test ábrája | Kiteregetett hálózatos ábrája | Lapok | Lapok (típusuk szerint)           | Élek | Csúcsok | A gömbi szimmetriacsoportok listája |
| ----------------------------------------------------------------------------------- | ----------------------- | ------------------- | ----------------------------- | ----- | --------------------------------- | ---- | ------- | ----------------------------------- |
| csonkított tetraéder (3.6.6)                                                        | (Animation)             |                     |                               | 8     | 4 háromszög 4 hatszög             | 18   | 12      | Td                                  |
| kuboktaéder (3.4.3.4)                                                               | (Animation)             |                     |                               | 14    | 8 háromszög 6 négyzet             | 24   | 12      | Oh                                  |
| csonkított kocka vagy csonkított hexaéder (3.8.8)                                   | (Animation)             |                     |                               | 14    | 8 háromszög 6 nyolcszög           | 36   | 24      | Oh                                  |
| csonkított oktaéder (4.6.6)                                                         | (Animation)             |                     |                               | 14    | 6 négyzet 8 hatszög               | 36   | 24      | Oh                                  |
| rombikuboktaéder vagy kis rombikuboktaéder (3.4.4.4)                                | (Animation)             |                     |                               | 26    | 8 háromszög 18 négyzet            | 48   | 24      | Oh                                  |
| csonkított kuboktaéder vagy nagy rombikuboktaéder (4.6.8)                           | (Animation)             |                     |                               | 26    | 12 négyzet 8 hatszög 6 nyolcszög  | 72   | 48      | Oh                                  |
| pisze kocka vagy pisze hexaéder vagy pisze kuboktaéder (2 királis alak) (3.3.3.3.4) | (Animation) (Animation) |                     |                               | 38    | 32 háromszög 6 négyzet            | 60   | 24      | O                                   |
| ikozidodekaéder (3.5.3.5)                                                           | (Animation)             |                     |                               | 32    | 20 háromszög 12 ötszög            | 60   | 30      | Ih                                  |
| csonkított dodekaéder (3.10.10)                                                     | (Animation)             |                     |                               | 32    | 20 háromszög 12 tízszög           | 90   | 60      | Ih                                  |
| csonkított ikozaéder vagy Fullerén vagy Futball-labda/focilabda (5.6.6)             | (Animation)             |                     |                               | 32    | 12 ötszög 20 hatszög              | 90   | 60      | Ih                                  |
| rombikozidodekaéder vagy kis rombikozidodekaéder (3.4.5.4)                          | (Animation)             |                     |                               | 62    | 20 háromszög 30 négyzet 12 ötszög | 120  | 60      | Ih                                  |
| csonkított ikozidodekaéder vagy nagy rombikozidodekaéder (4.6.10)                   | (Animation)             |                     |                               | 62    | 30 négyzet 20 hatszög 12 tízszög  | 180  | 120     | Ih                                  |
| pisze dodekaéder vagy pisze ikozidodekaéder (2 királis alak) (3.3.3.3.5)            | (Animation) (Animation) |                     |                               | 92    | 80 háromszög 12 ötszög            | 150  | 60      | I                                   |

A kuboktaéder és az ikozidodekaéder élei uniformok, ezért kváziszabályos testeknek is nevezik őket.
A pisze kockát és a pisze dodekaédert királis testeknek is nevezik, mert előállnak balkezes (latinul: laevo bal, levomorf) alakban is és jobbkezes (latinul: dextro jobb, dextromorf) alakban is. Ha egy háromdimenziós alakzat előáll úgy, mint két alakzat tükörképi párja, akkor ezeket a testeket enantiomorf pároknak nevezzük. Ezt a szakkifejezést főleg a kémiai vegyületekre használják.
Az arkhimédészi testek duális párját alkotó testeket Catalán-testeknek nevezik. Ezeknek a csúcsalakzataik a szabályosak, lapjaik pedig egybevágó, de nem szabályos lapok.

## A platoni és arkhimédészi testek periódusos rendszere
Ha megengedjük, hogy a platoni és arkhimédészi testek több példányban is előforduljanak, akkor a duális platoni testek fölhasználásával a következő periodikus táblázatot állíthatjuk össze.

Kocka és oktaéder duális helyzete között három arkhimédészi testet találunk, ha csonkítással jutunk el egyiktől a másikig - itt éppen a kockától az oktaéderig. Hasonlítsuk össze ezt az ábrát a táblázat második sorával.

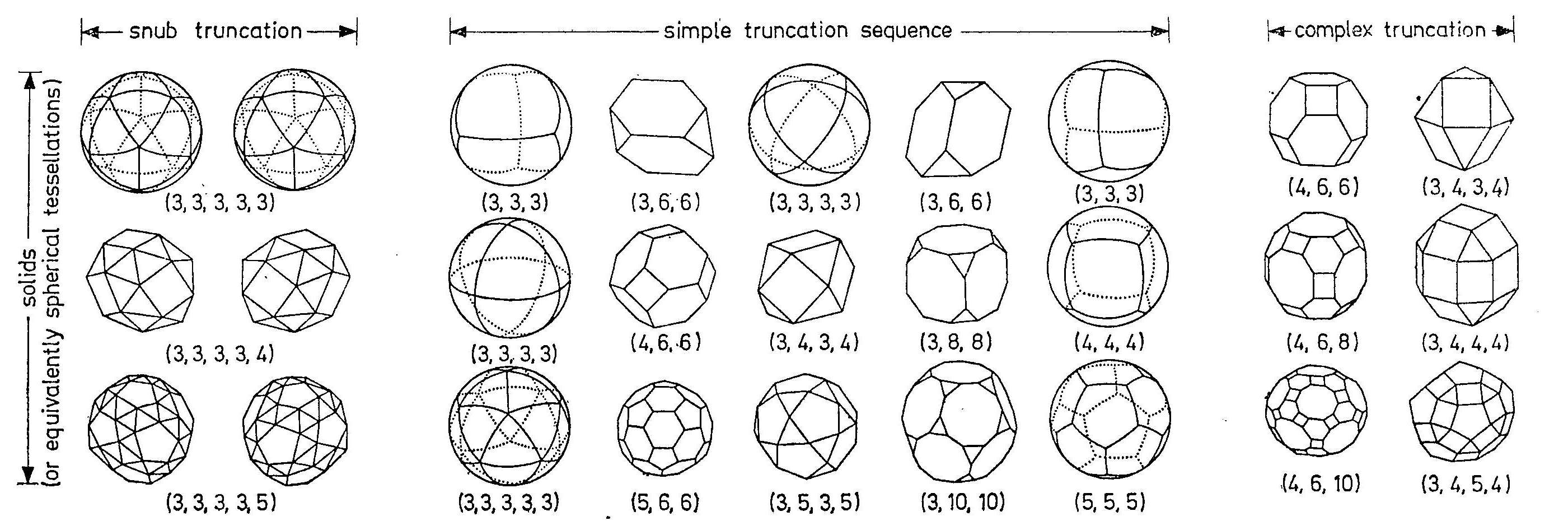
A platoni és arkhimédészi testek periódusos rendszere. A szabályos testek gömbre vetített változatukban vannak ábrázolva. A snub truncation a pisze testeket jelöli (truncation= csonkítás).

Középen állnak az egyszerű csonkítási sor tagjai. Például a kocka esetén ezek a következők: (A táblázatban is használt Steiner szimbólummal adjuk meg őket): (3,3,3,3), (4,6,6), (3,4,3,4), (3,8,8), (4,4,4). Vagyis az oktaéderrel kezdődő és a kockával végződő (az ábrán a középső) sort adtuk itt meg.
Megszoktuk, hogy az egyedi eseteket soroljuk föl egy-egy készlet megadásánál. Ezt tesszük a platoni testek és az arkhimédészi testek fölsorolásánál is. Azonban a rajtuk lévő sokféle szabályosság lehetővé teszi azt is, hogy tömörebben ábrázoljuk őket, táblázatosan. Ezért azonban árat kell fizetni. Ez az ár pedig az, hogy szerepköre, vagyis a csonkítás alapján, egyféle testnek a sorban többször is meg kell jelennie. Ezen az áron viszont egy szemléletes és jól áttekinthető táblázathoz jutunk és ez nem kis előny.